# Шатрійос Рагана
Шатрійос Рагана (лит. Šatrijos Ragana — «Ведьма с горы Шатрия») — псевдонім литовської письменниці Марії Пячкаускайте (лит. Marija Pečkauskaitė), прихильниці народного відродження, педагога і перекладача.

## Біографія

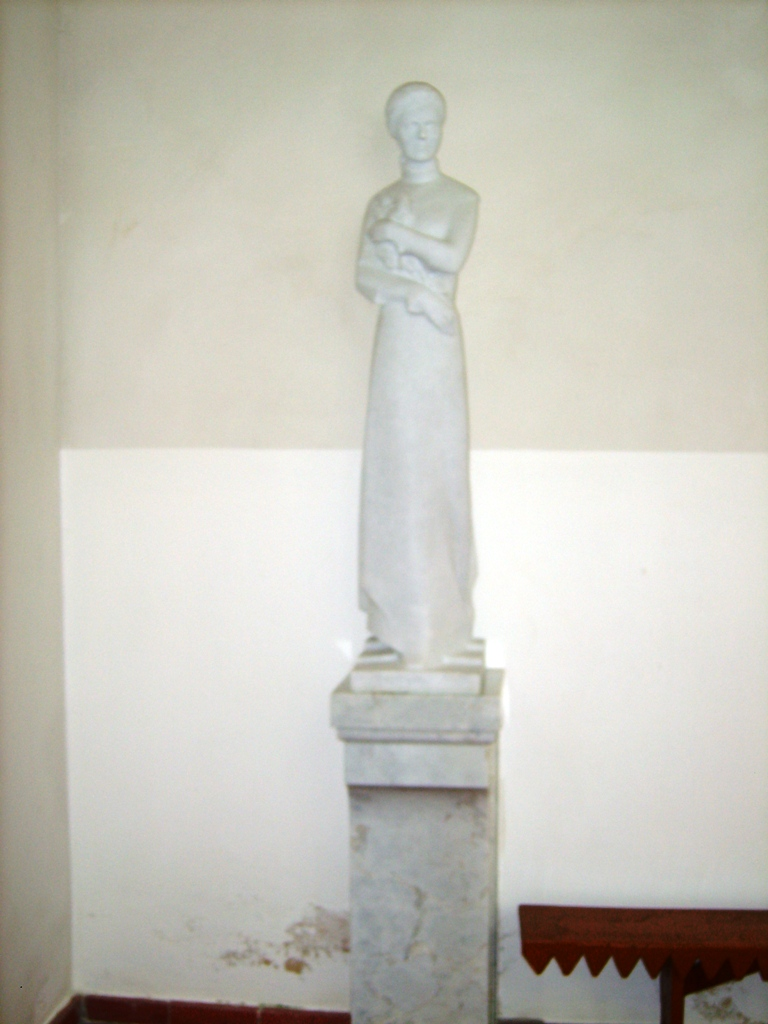
Скульптура Марії Пячкаускайте біля могили в каплиці кладовища Жидикая

Марія Печкаускайте народилася 8 березня 1877 року в маєтку Медінгенай (Mėdingėnų dvaras) (нині самоврядування Ретави). Батьки Станіслава і Анупурас Печкаускаси були освіченими дворянами. Освіту отримала домашню. У Варшаві навчалася на курсах бджолярів. У 1905—1907 роках у Швейцарії слухала лекції з етики і педагогіки в Цюріхському університеті і Фрібурському університеті.
Могила письменниці знаходиться в містечку Жидикай Мажейкяйського району.

## Творчість
Почала друкуватися в 1895 році. Популярність їй принесли повість 1903 року «Віктуте» („Viktutė“), повість 1906 року «Вінцас Стоніс» („Vincas Stonis“) і опублікована в журналі «Скайтимай» в 1922 році повість «В старому маєтку» („Sename dvare“), написана під час Першої світової війни. Повість «Віктуте» написана у формі щоденника і поклала початок розвитку литовської лірико-психологічної прози.
Шатрійос Рагана була одним з найпопулярніших авторів початку XX століття. Її повісті перекладені на російську та інші мови.

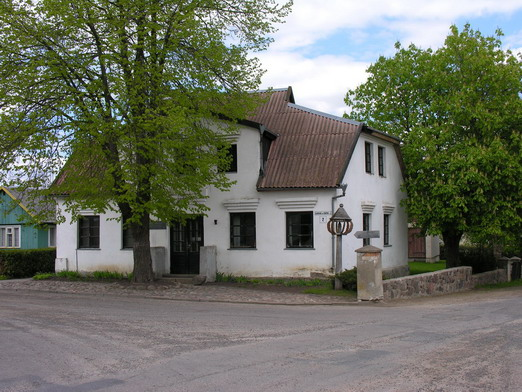
Будинок-музей Марії Пячкаускайте. Жидикай

## Увічнення пам'яті
Нині школа Жидикая носить ім'я Марії Пячкаускайте; також у Жидикаї є її будинок-музей. В етнографічному музеї Ужвентиса (село Гирнікай, Кельмеський район Шяуляйського повіту) одна з двох експозицій присвячена письменниці, яка жила в нинішньому приміщенні музею з 1887 до 1898 року. В місті Мажейкяй в 1985 році їй встановлено пам'ятник роботи Йонаса Мяшкялявичюса. Літературознавцем Яніною Жекайте у 1984 році видана монографія, присвячена Шатрійос Рагані, а в 1986 році видані листи Шатрійос Рагани.